# تیوکسواتنیلیدن

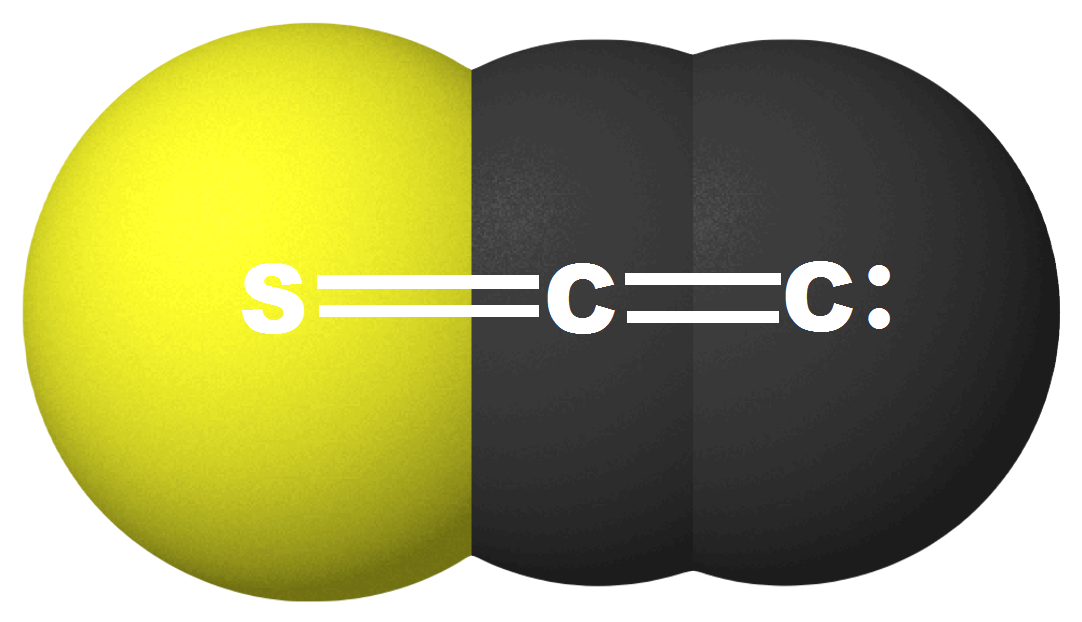
مدل فضا پُرکُن تیوکسواتنیلیدن

تیوکسواتنیلیدن (به انگلیسی: Thioxoethenylidene) یا که همچنین با نام دی‌کربن مونوسولفید نیز شناخته می‌شود، یک مولکول شیمیایی با فرمول مولکولی CCS است که یک ترکیب هتروکومولن به‌حساب می‌آید.